# Nemoura caligula
Nemoura caligula är en bäcksländeart som beskrevs av Peter Zwick 1978. Nemoura caligula ingår i släktet Nemoura och familjen kryssbäcksländor. Inga underarter finns listade i Catalogue of Life.